# (17285) Bezout
(17285) Bezout (2000 NU) – planetoida z grupy pasa głównego asteroid okrążająca Słońce w ciągu 4,3 lat w średniej odległości 2,64 j.a. Odkryta 3 lipca 2000 roku.